# Faujasita
La faujasita és una sèrie de tres minerals amb el mateix nom, de la classe dels tectosilicats i dins d'aquests del "grup de les zeolites" (subgrup de la faujasita). Va ser nomenat en honor de Barthélemy Faujas de Saint-Fond, geòleg francès que va escriure sobre l'origen dels volcans.

## Espècies minerals
El terme faujasita es correspon amb tres minerals, abans considerats varietats i avui acceptats per l'Associació Mineralògica Internacional com tres espècies diferents:
- Faujasita-Ca (Ca,Na,Mg)₅(Si,Al)₁₂O24·15H₂O
- Faujasita-Mg (Mg,Na,K,Ca)₅(Si,Al)₁₂O24·15H₂O
- Faujasita-Na (Na,Ca,Mg)₅(Si,Al)₁₂O24·15H₂O

Entre aquests tres extrems es formarien sèries de solució sòlida, donant una família de minerals per substitucions parcials dels tres ions metàl·lics. El més abundant en aquestes sèries és el sodi.

## Formació i jaciments
Apareix normalment com a vesícules en roques volcàniques de tipus basalt, metapiroxenites i també al costat d'augita en limburgites. També en roques volcàniques fonolites i tobes.
Minerals als quals normalment apareix associat són: altres zeolites, olivina, augita i nefelina.

## Usos
El mineral de faujasita és usat en la indústria petroquímica com a catalitzador en el procés de "craqueig catalític", per convertir les fraccions del cru de petroli d'alt grau d'ebullició en gasolina, gasoil i altres productes valuosos.
Altres ús és en les unitats d'hidrocraqueig, com a suport del platí/pal·ladi, per incrementar el contingut aromàtic dels productes de les refineries.